# Seabrook (New Hampshire)
Pour les articles homonymes, voir Seabrook.
Seabrook est une municipalité américaine située dans le comté de Rockingham au New Hampshire. Selon le recensement de 2010, sa population est de 8 693 habitants.
Elle accueille la centrale nucléaire de Seabrook.

## Géographie
La municipalité s'étend sur 9,66 milles carrés (25,02 km2), dont 0,76 milles carrés (1,97 km2) d'étendues d'eau. Elle est située sur la côte atlantique.

## Histoire
La localité est fondée en 1638, elle fait alors partie de Hampton. Seabrook devient une municipalité indépendante en 1768.

## Démographie
La population de Seabrook est estimée à 8 771 habitants au 1er juillet 2016.
Le revenu par habitant était en moyenne de 29 578 dollars par an entre 2012 et 2016, sous la moyenne du New Hampshire (35 264 dollars) mais dans la moyenne nationale (29 829 dollars). Sur cette même période, 9,3 % des habitants de Seabrook vivaient sous le seuil de pauvreté (contre 7,3 % dans l'État et 12,7 % à l'échelle des États-Unis).